# De La Tierra
De La Tierra é um supergrupo latino-americano de metal formado pelo guitarrista brasileiro Andreas Kisser (do Sepultura), pelo baixista porto-riquenho Harold Hopkins (do Puya), pelo vocalista e guitarrista argentino Andrés Gimenez (do A.N.I.M.A.L.) e pelo baterista mexicano Alex González (do Maná). Lançou seu primeiro álbum, De La Tierra em 2014. Foi a banda de abertura do festival Monsters of Rock de 2015 e do Palco Mundo no 5º dia do Rock in Rio 2015.
Em 2021, sua música "Distintos" foi indicada ao Grammy Latino de Melhor Canção de Rock.

## Integrantes
- Andrés Giménez - vocal, guitarra
- Andreas Kisser - guitarra, backing vocal
- Harold Hopkins - baixo, backing vocal
- Alex González - bateria

Ex-membros
- Flavio Cianciarulo - baixo, backing vocal

## Discografia
- 2014 - De La Tierra

1. "D.L.T. (Intro)"
2. "Somos Uno"
3. "Rostros"
4. "San Asesino"
5. "Detonar"
6. "Maldita Historia"
7. "Fuera"
8. "Chaman de Manaus"
9. "Reducidores de Cabezas"
10. "Corran"
11. "Cosmonauta Quechua"

- 2016 - II

1. "D.L.T. II (Intro)"
2. "Señales"
3. "Puro"
4. "Fome"
5. "Valor Interior"
6. "Dois Portais"
7. "Sin Límites"
8. "Ciénagas de Odio"
9. "Viaje de Fe"
10. "Sangramos al Resistir"
11. "Cosmonauta Quechua"